# 普萊斯龍
普萊斯龍屬（學名：Pricesaurus）是翼龍目翼手龍亞目的一屬，化石發現於巴西的桑塔納組，年代為白堊紀早期的阿普第階。普萊斯龍是在1986年命名的，以巴西古生物學家Llewellyn Ivor Price為名，但目前很少相關研究。